# بو بريوكيرس
بو بريوكيرس (20 مايو 1999 في هولندا - ) (بالهولندية: Bo Breukers)‏ هو لاعب كرة قدم هولندي في مركز الوسط. لعب مع فورتونا سيتارد.

## روابط خارجية
- بو بريوكيرس على موقع قاعدة بيانات كرة القدم.إي يو (الإنجليزية)
- بو بريوكيرس على موقع Soccerway.com (الإنجليزية)